# Bilan saison par saison des Capitals de Washington
Les Capitals de Washington sont une franchise de la Ligue nationale de hockey en Amérique du Nord depuis l'expansion de la LNH en 1974. Cette page retrace les résultats de l'équipe depuis cette première saison.

## Résultats
| No | Saison            | PJ             | V              | D              | N              | DP             | DTB            | BP             | BC             | Pts            | Classement                  | Séries éliminatoires                                                                         | Entraîneur                                |
| -- | ----------------- | -------------- | -------------- | -------------- | -------------- | -------------- | -------------- | -------------- | -------------- | -------------- | --------------------------- | -------------------------------------------------------------------------------------------- | ----------------------------------------- |
| 1  | 1974-1975         | 80             | 8              | 67             | 5              | —              | —              | 181            | 446            | 21             | 5e division Norris          | Non qualifiés                                                                                | Jim Anderson George Sullivan Milt Schmidt |
| 2  | 1975-1976         | 80             | 11             | 59             | 10             | —              | —              | 224            | 394            | 32             | 5e division Norris          | Non qualifiés                                                                                | Milt Schmidt Tom McVie                    |
| 3  | 1976-1977         | 80             | 24             | 42             | 14             | —              | —              | 221            | 307            | 62             | 4e division Norris          | Non qualifiés                                                                                | Tom McVie                                 |
| 4  | 1977-1978         | 80             | 17             | 49             | 14             | —              | —              | 195            | 321            | 48             | 5e division Norris          | Non qualifiés                                                                                | Tom McVie                                 |
| 5  | 1978-1979         | 80             | 24             | 41             | 15             | —              | —              | 273            | 338            | 63             | 4e division Norris          | Non qualifiés                                                                                | Dan Belisle                               |
| 6  | 1979-1980         | 80             | 27             | 40             | 13             | —              | —              | 261            | 293            | 67             | 5e division Patrick         | Non qualifiés                                                                                | Dan Belisle Gary Green                    |
| 7  | 1980-1981         | 80             | 26             | 36             | 18             | —              | —              | 286            | 317            | 70             | 5e division Patrick         | Non qualifiés                                                                                | Gary Green                                |
| 8  | 1981-1982         | 80             | 26             | 41             | 13             | —              | —              | 319            | 338            | 65             | 5e division Patrick         | Non qualifiés                                                                                | Gary Green Roger Crozier Bryan Murray     |
| 9  | 1982-1983         | 80             | 39             | 25             | 16             | —              | —              | 306            | 283            | 94             | 3e division Patrick         | 1-3 Islanders                                                                                | Bryan Murray                              |
| 10 | 1983-1984         | 80             | 48             | 27             | 5              | —              | —              | 308            | 226            | 101            | 2e division Patrick         | 3-0 Flyers 2-4 Islanders                                                                     | Bryan Murray                              |
| 11 | 1984-1985         | 80             | 46             | 25             | 9              | —              | —              | 322            | 240            | 101            | 2e division Patrick         | 2-3 Islanders                                                                                | Bryan Murray                              |
| 12 | 1985-1986         | 80             | 50             | 23             | 7              | —              | —              | 315            | 272            | 107            | 2e division Patrick         | 3-0 Islanders 2-4 Rangers                                                                    | Bryan Murray                              |
| 13 | 1986-1987         | 80             | 38             | 32             | 10             | —              | —              | 285            | 278            | 86             | 2e division Patrick         | 3-4 Islanders                                                                                | Bryan Murray                              |
| 14 | 1987-1988         | 80             | 38             | 33             | 9              | —              | —              | 281            | 249            | 85             | 3e division Patrick         | 4-3 Flyers 3-4 Devils                                                                        | Bryan Murray                              |
| 15 | 1988-1989         | 80             | 41             | 29             | 10             | —              | —              | 305            | 259            | 92             | 1er division Patrick        | 2-4 Flyers                                                                                   | Bryan Murray                              |
| 16 | 1989-1990         | 80             | 36             | 38             | 6              | —              | —              | 284            | 275            | 78             | 3e division Patrick         | 4-2 Devils 4-1 Rangers 0-4 Bruins                                                            | Bryan Murray Terry Murray                 |
| 17 | 1990-1991         | 80             | 37             | 36             | 7              | —              | —              | 258            | 258            | 81             | 3e division Patrick         | 4-2 Rangers 1-4 Penguins                                                                     | Terry Murray                              |
| 18 | 1991-1992         | 80             | 45             | 27             | 8              | —              | —              | 330            | 275            | 98             | 2e division Patrick         | 3-4 Penguins                                                                                 | Terry Murray                              |
| 19 | 1992-1993         | 84             | 43             | 34             | 7              | —              | —              | 325            | 286            | 93             | 2e division Patrick         | 2-4 Islanders                                                                                | Terry Murray                              |
| 20 | 1993-1994         | 84             | 39             | 35             | 10             | —              | —              | 277            | 263            | 88             | 3e division Atlantique      | 4-2 Penguins 1-4 Rangers                                                                     | Terry Murray Jim Schoenfeld               |
| 21 | 1994-1995         | 48             | 22             | 18             | 8              | —              | —              | 136            | 120            | 52             | 3e division Atlantique      | 3-4 Penguins                                                                                 | Jim Schoenfeld                            |
| 22 | 1995-1996         | 82             | 39             | 32             | 11             | —              | —              | 234            | 204            | 89             | 4e division Atlantique      | 2-4 Penguins                                                                                 | Jim Schoenfeld                            |
| 23 | 1996-1997         | 82             | 33             | 40             | 9              | —              | —              | 214            | 231            | 75             | 5e division Atlantique      | Non qualifiés                                                                                | Jim Schoenfeld                            |
| 24 | 1997-1998         | 82             | 40             | 30             | 12             | —              | —              | 219            | 202            | 92             | 3e division Atlantique      | 4-2 Bruins 4-1 Senators 4-2 Sabres 0-4 Red Wings                                             | Ron Wilson                                |
| 25 | 1998-1999         | 82             | 31             | 45             | 6              | —              | —              | 200            | 218            | 68             | 3e division Sud-Est         | Non qualifiés                                                                                | Ron Wilson                                |
| 26 | 1999-2000         | 82             | 44             | 24             | 12             | 2              | —              | 227            | 194            | 102            | 1er division Sud-Est        | 1-4 Penguins                                                                                 | Ron Wilson                                |
| 27 | 2000-2001         | 82             | 41             | 27             | 10             | 4              | —              | 233            | 211            | 96             | 1er division Sud-Est        | 2-4 Penguins                                                                                 | Ron Wilson                                |
| 28 | 2001-2002         | 82             | 36             | 33             | 11             | 2              | —              | 228            | 240            | 85             | 2e division Sud-Est         | Non qualifiés                                                                                | Ron Wilson                                |
| 29 | 2002-2003         | 82             | 39             | 29             | 8              | 6              | —              | 224            | 220            | 92             | 2e division Sud-Est         | 2-4 Lightning                                                                                | Bruce Cassidy                             |
| 30 | 2003-2004         | 82             | 23             | 46             | 10             | 3              | —              | 186            | 253            | 59             | 5e division Sud-Est         | Non qualifiés                                                                                | Bruce Cassidy Glen Hanlon                 |
| 31 | 2004-2005         | Saison annulée | Saison annulée | Saison annulée | Saison annulée | Saison annulée | Saison annulée | Saison annulée | Saison annulée | Saison annulée | Saison annulée              | Saison annulée                                                                               | Saison annulée                            |
| 32 | 2005-2006         | 82             | 29             | 41             | —              | 6              | 6              | 237            | 306            | 70             | 5e division Sud-Est         | Non qualifiés                                                                                | Glen Hanlon                               |
| 33 | 2006-2007         | 82             | 28             | 40             | —              | 3              | 11             | 235            | 286            | 70             | 5e division Sud-Est         | Non qualifiés                                                                                | Glen Hanlon                               |
| 34 | 2007-2008         | 82             | 43             | 31             | —              | 4              | 4              | 242            | 231            | 94             | 1er division Sud-Est        | 3-4 Flyers                                                                                   | Glen Hanlon Bruce Boudreau                |
| 35 | 2008-2009         | 82             | 50             | 24             | —              | 3              | 5              | 272            | 245            | 108            | 1er division Sud-Est        | 4-3 Rangers 3-4 Penguins                                                                     | Bruce Boudreau                            |
| 36 | 2009-2010         | 82             | 54             | 15             | —              | 7              | 6              | 318            | 233            | 121            | 1er division Sud-Est        | 3-4 Canadiens                                                                                | Bruce Boudreau                            |
| 37 | 2010-2011         | 82             | 48             | 23             | —              | 5              | 6              | 224            | 197            | 107            | 1er division Sud-Est        | 4-1 Rangers 0-4 Lightning                                                                    | Bruce Boudreau                            |
| 38 | 2011-2012         | 82             | 42             | 32             | —              | 4              | 4              | 222            | 230            | 92             | 2e division Sud-Est         | 4-3 Bruins 3-4 Rangers                                                                       | Bruce Boudreau Dale Hunter/Adam Oates     |
| 39 | 2012-2013         | 48             | 27             | 18             | —              | 3              | 0              | 149            | 130            | 57             | 1er division Sud-Est        | 3-4 Rangers                                                                                  | Adam Oates                                |
| 40 | 2013-2014         | 82             | 38             | 30             | —              | 3              | 11             | 235            | 240            | 90             | 5e division Métropolitaine  | Non qualifiés                                                                                | Adam Oates                                |
| 41 | 2014-2015         | 82             | 45             | 26             | —              | 7              | 4              | 242            | 203            | 101            | 2e division Métropolitaine  | 4-3 Islanders 3-4 Rangers                                                                    | Barry Trotz                               |
| 42 | 2015-2016         | 82             | 56             | 18             | —              |                |                | 252            | 193            | 120            | 1er division Métropolitaine | 4-2 Flyers 2-4 Penguins                                                                      | Barry Trotz                               |
| 43 | 2016-2017         | 82             | 55             | 19             | —              |                |                | 263            | 182            | 118            | 1er division Métropolitaine | 4-2 Maple Leafs 3-4 Penguins                                                                 | Barry Trotz                               |
| 44 | 2017-2018         | 82             | 49             | 26             | —              |                |                | 259            | 239            | 105            | 1er division Métropolitaine | 4-2 Blue Jackets 4-2 Penguins 4-3 Lightning 4-1 Golden Knights Vainqueur de la Coupe Stanley | Barry Trotz                               |
| 45 | 2018-2019         | 82             | 48             | 26             | —              |                |                | 278            | 249            | 104            | 1er division Métropolitaine | 3-4 Hurricanes                                                                               | Todd Reirden                              |
| 45 | 2019-2020         | 69             | 41             | 20             | —              |                |                | 240            | 215            | 90             | 1er division Métropolitaine | 1-4 Islanders de New York                                                                    | Todd Reirden Peter Laviolette             |
| 45 | 2020-2021 Détails | 56             | 36             | 15             | —              |                |                | 191            | 163            | 77             | 2e division Est             | 1-4 Bruins de Boston                                                                         | Peter Laviolette                          |